# Tsutomu Isobe
Tsutomu Isobe (磯部 勉, Isobe Tsutomu) és un seiyū i actor japonès nascut el 13 d'octubre de 1950.

## Rols interpretats[1]
Els personatges principals estan en negreta

### Anime
2000
- Saiyuki com Li Touten

2003
- Gungrave com Harry MacDowel

2004
- MONSTER com Inspector Lunge

2005
- Tsubasa: RESERVoir CHRoNiCLE com Pare de Kurogane

2006
- Black Lagoon com Dutch
- Black Lagoon: The Second Barrage com Dutch

2007
- Nagasarete Airantou com Pare d'Ikuto

2008
- One Outs com Hiromichi Kojima

### OVA
- Mobile Suit Gundam MS IGLOO 2: Jūryoku Sensen com Herman Yandel (ep.2)

### Pel·lícules
- Cowboy Bebop: The Movie com Vincent Volaju
- JoJo's Bizarre Adventure: Phantom Blood com Jorge Joestar I
- Magnetic Rose com Heinz
- Naruto la pel·lícula: ¡El rescat de la princesa de la neu! com Dotou Kazehana
- Utsunomiko com Hirotari Kantoku

### Cine
- Dragonball Evolution com Kamesennin